# Keiser, Arkansas
Keiser, Arkansas (енгл. Keiser) град је у америчкој савезној држави Арканзас.

## Демографија
По попису из 2010. године број становника је 759, што је 49 (-6,1%) становника мање него 2000. године.
| Група             | 2000.       | 2010.       |
| Белци             | 740 (91,6%) | 698 (92,0%) |
| Афроамериканци    | 36 (4,5%)   | 39 (5,1%)   |
| Азијати           | 0 (0,0%)    | 1 (0,1%)    |
| Хиспаноамериканци | 23 (2,8%)   | 8 (1,1%)    |
| Укупно            | 808         | 759         |